# جاي بيريز
جاي بيريز (بالإنجليزية: Jay Perez)‏ هو مغني أمريكي، ولد في 23 سبتمبر 1963 في سان أنطونيو في الولايات المتحدة.

## وصلات خارجية
- الموقع الرسمي
- جاي بيريز على موقع ميوزك برينز (الإنجليزية)
- جاي بيريز على موقع ديسكوغز (الإنجليزية)